# Heligmonevra mehtai
Heligmonevra mehtai är en tvåvingeart som beskrevs av Joseph och Parui 1993. Heligmonevra mehtai ingår i släktet Heligmonevra och familjen rovflugor. Inga underarter finns listade i Catalogue of Life.